# Cunina globosa
Cunina globosa is een hydroïdpoliep uit de familie Cuninidae. De poliep komt uit het geslacht Cunina. Cunina globosa werd in 1829 voor het eerst wetenschappelijk beschreven door Eschscholtz. 